# Спецраздел выставки
«Спецраздел выставки» — научно-фантастический рассказ Роберта Шекли 1953 года. В нём совместились и простые наблюдения за семейными парами и тонкий чёрный юмор.

## Сюжет
Нередко мы можем наблюдать, как супруга пилит мужа. Она, конечно, может оправдываться, что ей достался алмаз, а она его огранивает. Но что будет, если эта огранка достанет супруга до печёнки? А если супруг работает в музее, а там недавно открыли особый спецраздел, посвящённый фольклору? Так произошло и у мистера Гранта. В то утро в музее было как-то непривычно пусто, отметил про себя мистер Грант, ведя миссис Грант через облицованный мрамором вестибюль. А миссис Грант занималась привычным делом - "огранкой" своего алмаза - самого мистера Гранта. Но для своей половины мистер Грант приготовил сюрприз....

«Один из дикарей, пританцовывая, выскочил из хижины, и ведьма, колдовавшая у огня, взяла несколько зловеще выглядящих орудии и прошла внутрь хижины. Содержимое котла продолжало весело булькать. Мистер Грант облегченно вздохнул и решил, что смотреть дальше нет смысла. К тому же, антропология не входила в сферу его интересов. Он запер за собой железную дверь и направился в отдел орнитологии, решив, что заказы миссис Грант вовсе не требуют его присутствия при их получении»